# Roekiah
Roekiah (n. 1917- f. 1945), a menudo conocida como Miss Roekiah, fue una cantante y actriz de cine indonesia. Hija de actores, comenzó su carrera de actriz a los siete años y su carrera musical a principios de los años 1930. En esta época conoció a su futuro esposo, Kartolo, con quien actuó en 1937 en la película "Terang Boelan". Esta película, que coprotagonizó junto a RD. Mochtar, los convirtió en la primera pareja de famosos de la pantalla grande en su país. Tras firmar con la productora Tan's film para protagonizar la película "Fátima" en 1938, Roekiah protagonizó varias películas más, primero junto a Mochtar y después con RD. Djoemala. Tras la ocupación japonesa de Indonesia en 1942, Roekiah hizo un solo papel antes de su muerte. Fue cariñosamente recordada durante la década de los años 1950 y uno de sus hijos se convirtió en un actor.

## Filmografía
- Terang Boelan (Full Moon; 1937)
- Fatima (1938)
- Gagak Item (Black Raven; 1939)
- Siti Akbari (1940)

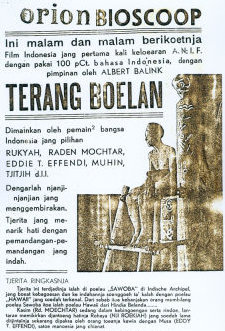
Poster for Terang Boelan, Roekiah's debut

- Sorga Ka Toedjoe (Seventh Heaven; 1940)
- Roekihati (1940)
- Koeda Sembrani (Pegasus; 1941)
- Poesaka Terpendam (Buried Heritage; 1941)
- Ke Seberang (To the Other Side; 1944; short film)